# Dennis Ralston
Dennis Ralston właśc. Robert Dennis Ralston (ur. 27 lipca 1942 w Bakersfield, zm. 6 grudnia 2020 w Austin) – amerykański tenisista, zwycięzca 5 turniejów wielkoszlemowych w grze podwójnej, zdobywca Pucharu Davisa.

## Kariera tenisowa
Ralston został finalistą 1 turnieju wielkoszlemowego w grze pojedynczej, Wimbledonu 1966, jednak przegrał decydujący mecz z Manuelem Santaną.
W grze podwójnej osiągnął 9 finałów Wielkiego Szlema, z których w 5 triumfował, natomiast w konkurencji gry mieszanej jest finalistą 4 imprez tej rangi.
W latach 1960–1966 reprezentował Stany Zjednoczone w Pucharze Davisa. W 1963 zdobył w zespołem trofeum po finale zakończonym wynikiem 3:2 z Australią. Wygrał otwierający rywalizację mecz z Johnem Newcombe’em, zdobył punkt w deblu z Chuckiem McKinleyem pokonując Roya Emersona i Neale’a Frasera i przegrał rywalizację singlową z Royem Emersonem.
Był jednym z 8 tenisistów, którzy jako pierwsi przeszli na zawodowstwo, tzw. „Handsome Eight”.
Po zakończeniu kariery zaczął pracować jako trener reprezentacji w Pucharze Davisa (1968–1971) i kapitan zespołu (1972–1975). W 1975 doprowadził Stany Zjednoczone do kolejnego tytułu w turnieju.
W 1987 roku uhonorowany został miejscem w Międzynarodowej Tenisowej Galerii Sławy.

### Finały w turniejach wielkoszlemowych

#### Gra pojedyncza (1–1)
| Końcowy wynik | Nr | Data | Turniej           | Nawierzchnia | Przeciwnik     | Wynik finału   |
| ------------- | -- | ---- | ----------------- | ------------ | -------------- | -------------- |
| Finalista     | 1. | 1966 | Wimbledon, Londyn | Trawiasta    | Manuel Santana | 4:6, 9:11, 4:6 |

#### Gra podwójna (5–4)
| Końcowy wynik | Nr | Data | Turniej                                   | Nawierzchnia | Partner          | Przeciwnicy                   | Wynik finału              |
| ------------- | -- | ---- | ----------------------------------------- | ------------ | ---------------- | ----------------------------- | ------------------------- |
| Zwycięzca     | 1. | 1960 | Wimbledon, Londyn                         | Trawiasta    | Rafael Osuna     | Mike Davies Bobby Wilson      | 7:5, 6:3, 10:8            |
| Zwycięzca     | 2. | 1961 | U.S. National Championships, Forest Hills | Trawiasta    | Chuck McKinley   | Rafael Osuna Antonio Palafox  | 6:3, 6:4, 2:6, 13:11      |
| Finalista     | 1. | 1962 | U.S. National Championships, Forest Hills | Trawiasta    | Chuck McKinley   | Rafael Osuna Antonio Palafox  | 4:6, 12:10, 6:1, 7:9, 3:6 |
| Zwycięzca     | 3. | 1963 | U.S. National Championships, Forest Hills | Trawiasta    | Chuck McKinley   | Rafael Osuna Antonio Palafox  | 9:7, 4:6, 5:7, 6:3, 11:9  |
| Zwycięzca     | 4. | 1964 | U.S. National Championships, Forest Hills | Trawiasta    | Chuck McKinley   | Graham Stilwell Mike Sangster | 6:3, 6:2, 6:4             |
| Zwycięzca     | 5. | 1966 | French Championships, Paryż               | Ceglana      | Clark Graebner   | Ilie Năstase Ion Țiriac       | 6:3, 6:3, 6:0             |
| Finalista     | 2. | 1966 | U.S. National Championships, Forest Hills | Trawiasta    | Clark Graebner   | Roy Emerson Fred Stolle       | 4:6, 4:6, 4:6             |
| Finalista     | 3. | 1969 | US Open, Forest Hills                     | Trawiasta    | Charlie Pasarell | Ken Rosewall Fred Stolle      | 6:2, 5:7, 11:13, 3:6      |
| Finalista     | 4. | 1971 | Wimbledon, Londyn                         | Trawiasta    | Arthur Ashe      | Roy Emerson Rod Laver         | 6:4, 7:9, 8:6, 4:6, 4:6   |

#### Gra mieszana (0–4)
| Końcowy wynik | Nr | Data | Turniej                                   | Nawierzchnia | Partnerka        | Przeciwnicy                          | Wynik finału    |
| ------------- | -- | ---- | ----------------------------------------- | ------------ | ---------------- | ------------------------------------ | --------------- |
| Finalista     | 1. | 1961 | U.S. National Championships, Forest Hills | Trawiasta    | Darlene Hard     | Margaret Smith Court Bob Mark        | nie rozegrano   |
| Finalista     | 2. | 1962 | Wimbledon, Londyn                         | Trawiasta    | Ann Haydon-Jones | Margaret Osborne DuPont Neale Fraser | 6:2, 3:6, 11:13 |
| Finalista     | 3. | 1966 | Wimbledon, Londyn                         | Trawiasta    | Billie Jean King | Margaret Smith Court Ken Fletcher    | 6:4, 3:6, 3:6   |
| Finalista     | 4. | 1969 | US Open, Forest Hills                     | Trawiasta    | Françoise Durr   | Margaret Smith Court Marty Riessen   | 5:7, 3:6        |